# Сунка
Сунка — річка в Україні, у Смілянському районі Черкаської області. Права притока Тясмину (басейн Дніпра).

## Опис
Довжина річки приблизно 8,7 км.

## Розташування
Бере початок у селі Сунки. Тече переважно на північний захід через Залевки і впадає у річку Тясмин, праву притоку Дніпра.